# Manometer
Et manometer (trykmåler) bruges til at måle tryk i forhold til det aktuelle atmosfæriske tryk. Det bruges f.eks. til autoklaver.